# Albert Eugen Meyer
Albert Eugen Meyer (* 4. Dezember 1857 in Herisau; † 20. März 1936 ebenda; heimatberechtigt ebenda) war ein Schweizer Maschineningenieur und Professor für Maschinenzeichnen und Maschinenbau aus dem Kanton Appenzell Ausserrhoden.

## Leben
Albert Eugen Meyer war ein Sohn von Johann Martin Meyer. Im Jahr 1886 heiratete er Anna Schweizer, Tochter des Johann Heinrich Schweizer, Lehrer. Eine zweite Ehe ging er 1930 mit Maria Anna Rosasco, Tochter des Angel Rosasco, ein. Von 1873 bis 1878 besuchte er die mechanisch-technische Abteilung der Kantonsschule St. Gallen. Ab 1878 bis 1882 studierte er am Polytechnikum Stuttgart und wurde Maschineningenieur. Von 1883 bis 1885 arbeitete er als Konstrukteur in der Maschinenfabrik Rieter in Töss und danach in der Elektrotechnischen Fabrik in Cannstatt (heute Stuttgart). Ab 1886 bis 1894 war er Lehrer für Maschinenbau an der königlichen Baugewerbeschule Stuttgart. Von 1894 bis 1923 hatte er eine Professur für Maschinenzeichnen und Maschinenbau am Polytechnikum beziehungsweise ab 1911 an der Eidgenössischen Technischen Hochschule (ETH) Zürich.